# Microdon brutus
Microdon brutus är en tvåvingeart som beskrevs av Hull 1944. Microdon brutus ingår i släktet myrblomflugor, och familjen blomflugor. Inga underarter finns listade i Catalogue of Life.